# Laveline-devant-Bruyères
Laveline-devant-Bruyères là một xã, nằm ở tỉnh Vosges trong vùng Grand Est của Pháp. Xã này có diện tích 3,1 km², dân số năm 1999 là 687 người. Xã này nằm ở khu vực có độ cao trung bình 446 m trên mực nước biển.
Dân địa phương tiếng Pháp gọi là Lavelinois.

## Biến động dân số
| 1962                                         | 1968 | 1975 | 1982 | 1990 | 1999 |
| -------------------------------------------- | ---- | ---- | ---- | ---- | ---- |
| 1007                                         | 1034 | 1024 | 829  | 737  | 687  |
| Số liệu từ năm 1962: Dân số không tính trùng |      |      |      |      |      |